# بارمالات
بارمالات س.ب.ا (بالإيطالية: Parmalat SpA)‏ هي شركة ألبان ومواد غذائية متعددة الجنسيات مقرها إيطاليا. أصبحت الشركة الرائدة عالمياً في إنتاج الحليب المعقم لكنها انهارت في عام 2003 مع فقدان 14 مليار يورو من حساباتها حيث أصبحت أكبر عملية إفلاس في تاريخ أوروبا. اليوم بارمالات شركة ذات حضور عالمي تجري عملياتها الرئيسية في أوروبا وأمريكا اللاتينية وأمريكا الشمالية وأستراليا والصين وجنوب أفريقيا.